# Murakami Nijiro
Murakami Nijiro (村上 虹郎 (Thôn Thượng Hồng Lang) sinh ngày 17 tháng 3 năm 1997 tại Tokyo, Nhật Bản) là một nam diễn viên và diễn viên lồng tiếng người Nhật Bản trực thuộc công ty giải trí Decade. Anh được nhiều người biết đến với vai chính Kaito trong bộ phim Still the Water, Yadomi Jinta trong bộ phim truyền hình đặc biệt Anohana: The Flower We Saw That Day, và gần đây nhất là Shuntaro Chishiya trong Thế giới không lối thoát của Netflix.

## Tiểu sử
Murakami Nijiro sinh ngày 17 tháng 3 năm 1997 tại Tokyo, Nhật Bản. Anh là con trai duy nhất của nam diễn viên Murakami Jun và ca sĩ Ua. Cha mẹ anh ly hôn khi anh mới 9 tuổi và anh lớn lên cùng mẹ, cha dượng và ba người em cùng mẹ khác cha. Khi vẫn đang học trường dự bị, anh đã chuyển đến Okinawa cùng gia đình. Murakami Nijiro cũng đã học vài năm ở Montreal, Canada.

## Sự nghiệp
Anh ra mắt vào năm 2014 với vai chính Kaito trong phim Still the Water, bộ phim đã giúp anh nhận được giải Diễn viên mới xuất sắc nhất tại Liên hoan phim Kasaki lần thứ 29. Năm 2015, anh ra mắt trong bộ phim truyền hình Tenshi no Naifu. Cuối năm đó, anh đóng vai chính trong live-action chuyển thể từ bộ anime Anohana: The Flower We Saw That Day, cũng như bộ phim Wasurenai to Chikatta Boku ga Ita.
Là một diễn viên lồng tiếng, anh được nhiều người biết đến khi lồng tiếng cho Shishigami Hiro trong anime chuyển thể từ bộ truyện tranh Inuyashiki.

## Danh sách phim

### Phim điện ảnh
| Năm  | Tựa đề                                            | Vai                  | Ghi chú   | Ng.    |
| ---- | ------------------------------------------------- | -------------------- | --------- | ------ |
| 2014 | Still the Water                                   | Kaito                | Vai chính | [ 9 ]  |
| 2014 | As the Gods Will                                  | Yoshikawa Haruhiko   | Vai phụ   | [ 9 ]  |
| 2015 | Forget Me Not                                     | Takashi Hayama       | Vai chính | [ 9 ]  |
| 2015 | Sayonara                                          | Yamashita            | Vai chính | [ 9 ]  |
| 2016 | Destruction Babies                                | Ashihara Shota       | Vai chính | [ 9 ]  |
| 2016 | The Firefly Summers                               | Kimihide             | Vai phụ   | [ 9 ]  |
| 2016 | Kuroi Bōdō                                        |                      | Vai phụ   | [ 9 ]  |
| 2017 | Mukoku                                            | Haneda Tooru         | Vai chính | [ 9 ]  |
| 2017 | Second Summer, Never See You Again                | Shinohara Satoshi    | Vai chính | [ 9 ]  |
| 2017 | Miracles of the Namiya General Store              | Kobayashi Shota      | Vai chính | [ 9 ]  |
| 2017 | Harunareya                                        | Nishimura Mikio      | Vai chính | [ 9 ]  |
| 2017 | Amy Said                                          | Hasebe Shunya        | Vai phụ   | [ 9 ]  |
| 2018 | Isle of Dogs                                      | Hiroshi (lồng tiếng) |           | [ 9 ]  |
| 2018 | Hanalei Bay                                       | Takahashi            | Vai chính | [ 9 ]  |
| 2018 | The Gun                                           | Toru Nishikawa       | Vai chính | [ 9 ]  |
| 2019 | Chiwawa                                           | Nagai Yoshiyuki      | Vai phụ   | [ 9 ]  |
| 2019 | They Say Nothing Stays the Same                   | Genzo                | Vai phụ   | [ 9 ]  |
| 2019 | The Promised Land                                 | Nogami Hiro          | Vai phụ   | [ 9 ]  |
| 2019 | I Was a Secret Bitch                              | Kojima Akira         | Vai chính | [ 9 ]  |
| 2020 | Sasaki in My Mind                                 | Sudo                 | Vai phụ   | [ 9 ]  |
| 2020 | Soirée                                            | Iwamatsu Shota       | Vai chính | [ 9 ]  |
| 2021 | Last of the Wolves                                | Chikada Kota         | Vai phụ   | [ 10 ] |
| 2021 | Baragaki: Unbroken Samurai                        | Okada Izo            | Vai phụ   | [ 11 ] |
| 2021 | Rurouni Kenshin: The Beginning                    | Okita Souji          | Vai phụ   | [ 12 ] |
| 2021 | Pretenders                                        | Sekai                | Vai phụ   | [ 13 ] |
| 2022 | Over and Over Again                               | Shuhei               | Vai chính |        |
| 2022 | The Hound of the Baskervilles: Sherlock the Movie | Hasukabe Chisato     | Vai phụ   | [ 14 ] |

### Phim truyền hình
| Năm  | Tựa đề                              | Kênh        | Vai                   | Ghi chú           | Ng.    |
| ---- | ----------------------------------- | ----------- | --------------------- | ----------------- | ------ |
| 2015 | Tenshi no Naifu                     | Wowow       | Maruyama Jun          | Vai phụ           | [ 15 ] |
| 2015 | Anohana: The Flower We Saw That Day | Fuji TV     | Yadomi Jinta "Jintan" | Vai chính         | [ 15 ] |
| 2016 | Utsukushiki Mittsu no Uso           | Fuji TV     | Tachiki Shogo         | Vai phụ           | [ 15 ] |
| 2016 | Shibuya Rei-chōme                   | Fuji TV     | Ogito                 | Vai phụ           | [ 15 ] |
| 2016 | Botanical Life of Verandar 3        | NHK BS-P    | Hiiragi Kenichi       | Vai phụ           | [ 15 ] |
| 2016 | Brass Dreams                        | TBS         | Aoshima Hiroto        | Vai phụ           | [ 15 ] |
| 2016 | Cold Case: Shinjitsu no Tobira      | Wowow       | Doguchi Ryo           | Khách mời (tập 5) | [ 15 ] |
| 2017 | Dead Stock                          | TV Tokyo    | Tsuneta Riku          | Vai chính         | [ 15 ] |
| 2017 | Inuyashiki                          | Fuji TV     | Shishigami Hiro       | Vai phụ           | [ 15 ] |
| 2018 | The Black Company                   | Fuji TV Two | Kurata Ryuichi        | Vai phụ           | [ 15 ] |
| 2018 | In This Corner of the World         | TBS         | Mizuhara Tetsu        | Vai phụ           | [ 15 ] |
| 2019 | Les Misérables: Owari na Kitabiji   | Fuji TV     | Watanabe Takumi       | Vai phụ           | [ 15 ] |
| 2020 | MIU 404                             | TBS         | Kosaka Yoshitaka      | Khách mời (tập 6) | [ 15 ] |
| 2020 | Thế giới không lối thoát            | Netflix     | Chishiya Shuntaro     | Vai chính         | [ 15 ] |
| 2021 | Come Come Everybody                 | NHK         | Kijima Isamu          | Vai phụ           | [ 16 ] |
| 2022 | 10 Count to the Future              | TV Asahi    | Saijo Momosuke        | Vai phụ           | [ 17 ] |
| 2022 | The Forbidden Magic                 | Fuji TV     | Koshiba Shingo        | Vai phụ           | [ 18 ] |

## Giải thưởng và đề cử
| Giải thưởng                       | Năm  | Hạng mục                        | Tác phẩm đề cử/Người nhận                         | Kết quả   | Ng.    |
| --------------------------------- | ---- | ------------------------------- | ------------------------------------------------- | --------- | ------ |
| Japan Academy Film Prize          | 2018 | Nam diễn viên phụ xuất sắc nhất | Mukoku                                            | Đề cử     | [ 19 ] |
| Japan Academy Film Prize          | 2022 | Nam diễn viên phụ xuất sắc nhất | Last of the Wolves                                | Đề cử     | [ 20 ] |
| Kinema Junpo Awards               | 2017 | Nam diễn viên mới xuất sắc nhất | Destruction Babies                                | Đoạt giải | [ 21 ] |
| Mainichi Film Awards              | 2022 | Nam diễn viên phụ xuất sắc nhất | Last of the Wolves                                | Đề cử     | [ 22 ] |
| TAMA Film Awards                  | 2016 | Nam diễn viên mới xuất sắc nhất | Destruction Babies, Sayonara, The Firefly Summers | Đoạt giải | [ 23 ] |
| TAMA Film Awards                  | 2016 | Giải thưởng đặc biệt            | Destruction Babies                                | Đoạt giải | [ 23 ] |
| Takasaki Film Festival            | 2015 | Nam diễn viên mới xuất sắc nhất | Still the Water                                   | Đoạt giải | [ 24 ] |
| Tokyo International Film Festival | 2018 | Giải thưởng đá quý              | The Gun                                           | Đoạt giải | [ 25 ] |
| Yokohama Film Festival            | 2017 | Người mới xuất sắc nhất         | Destruction Babies                                | Đoạt giải | [ 21 ] |